# Club Defensores de Cambaceres
Maillots
Dernière mise à jour : 27 août 2011.
Le Club Defensores de Cambaceres est un club argentin de football basé à Ensenada, dans la province de Buenos Aires.

## Anciens joueurs
- José Luis Calderón
- Óscar Alcides Mena (en)
- Manuel Pellegrina (en)
- Javier Rossi (en)